# Mikula Galović
Mikula (Nikola) Galović (Galovich) (Zagreb, 28. rujna, 1614. – Zagreb, 8. studenog, 1684.) hrvatski katolički svećenik, isusovac, duhovni pisac i propovjednik.
Studirao je na zagrebačkoj gimnaziji. 1635. godine je stupio među isusovce u Beču, gdje je studirao filozofiju (1638. – 1641.) i teologiju (1642. – 1646.). Predavatelj je bio na zagrebačkoj gimnaziji 1638. i 1642. godine i obavljao svoju službu među isusovcima u Varaždinu (1648., 1655., 1664. – 1665.) i Rijeci (1649. – 1651., 1656. – 1659., 1669. – 1671.)
1655. superior je varaždinske rezidencije, a kao rektor zagrebačkoga kolegija (1660. – 1663.) uveo je studij filozofije.
Njegove knjige su ostale većinom nepoznate.

## Djela
- Pobosnozt i bratovchina k szv. Isidoru (1672.)
- Ruchne knyisicze za bratovchine (1674.)
- Szobotni kinch blasene Devicze Marie (1696.)
- Plamen pobosnozti proti szv. Ferencu Xaveriushu (?)

## Vanjske povezanice
- GALOVIĆ, Nikola (Hrvatski biografski leksikon)